# Solothurner Literaturpreis
Solothurner Literaturpreis – szwajcarska nagroda literacka przyznawana niemieckojęzycznym autorom. Wartość nagrody wynosi 20 000 franków szwajcarskich.

## Laureaci Solothurner Literaturpreis[1]
- 2023: Gertrud Leutenegger(inne języki)
- 2021: Iris Wolff(inne języki)
- 2020: Monika Helfer
- 2019: Karen Duve(inne języki)
- 2018: Peter Stamm
- 2017: Terézia Mora
- 2016: Ruth Schweikert(inne języki)
- 2015: Thomas Hettche(inne języki)
- 2014: Lukas Bärfuss
- 2013: Franz Hoher(inne języki)
- 2012: Annette Pehnt(inne języki)
- 2011: Peter Bichsel
- 2010: Ulrike Draesner
- 2009: Juli Zeh
- 2008: Jenny Erpenbeck
- 2007: Peter Weber(inne języki)
- 2006: Matthias Zschokke
- 2005: Kathrin Röggla(inne języki)
- 2004: Barbara Honigmann(inne języki)
- 2003: Hanna Johansen(inne języki)
- 2002: Erich Hackl
- 2001: Anna Mitgutsch
- 2000: Christoph Hein
- 1999: Birgit Vanderbeke(inne języki)
- 1998: Thomas Hürlimann
- 1997: Christoph Ransmayr
- 1996: Klaus Merz(inne języki)
- 1995: Wilhelm Genazino
- 1994: Monika Maron